# Фарж, Ив
Ив Фарж (фр. Yves Farge; 19 августа 1899, Салон-де-Прованс — 30 марта 1953 или 31 марта 1953, Тбилиси) — французский политик и общественный деятель, один из руководителей французского (с 1948 года) и международного Движения сторонников мира. Публицист, писатель, художник. Председатель Национального совета мира Франции (основан в 1950), член ВСМ. Международная Сталинская премия «За укрепление мира между народами» (1952).

## Биография
Родился 19 августа 1899 года Салон-де-Прованс, Франция.
Участник Движения Сопротивления, один из руководителей «Франтирёр». В 1943 году возглавил Комитет по координации и действиям против угона французов в Германию. С 1944 года — подпольный комиссар Республики в регионе Рона — Альпы.
В июне — ноябре 1946 года исполнял обязанности министра снабжения Франции. В 1952 году посетил Корею и Китай, где расследовал случаи бактериологических атак США в Корейской войне.
Был женат.
Во время поездки из Гори в Тбилиси 29 марта 1953 года вечером попал в автокатастрофу — машина врезалась в грузовик. Его супруга и остальные сопровождающие люди не пострадали. Фарж получил тяжелое черепно-мозговое повреждение, вследствие чего развилось коматозное состояние с явлениями правосторонней гемиплегии и резким нарушением функциональной деятельности сердечно-сосудистой системы (4)..
Умер в ночь с 30 на 31 марта 1953 года. Похоронен на кладбище Пер-Лашез в Париже.

## Воспоминания
Гибель Фаржа привела к возникновению множества слухов, циркулирующих долгие годы.

В это время в Москву приехал за получением Премии Мира французский общественный деятель Ив Фарж. Он выразил желание встретиться с подследственными врачами и, когда встреча состоялась, спросил, хорошо ли с ними обращаются. Они, естественно, ответили, что очень хорошо, но один из них незаметно оттянул рукав и молча показал Иву Фаржу следы истязаний. Тот, потрясенный, бросился к Сталину. По-видимому, Сталин отдал приказ не выпускать слишком любопытного из СССР. Во всяком случае, Ив Фарж вскоре погиб на Кавказе при очень подозрительных обстоятельствах.— Из воспоминаний академика Сахарова.